# Великий Лабиш
Великий Лаби́ш (рос. Большой Лабыш) — селище у складі Таштагольського району Кемеровської області, Росія. Входить до складу Кизил-Шорського сільського поселення.

## Населення
Населення — 2 особи (2010; 2 у 2002).
Національний склад (станом на 2002 рік):
- шорці — 100 %